# تيريسياس سيمون سام
تيريسياس سيمون سام (بالفرنسية: Tirésias Simon Sam) (و. 1835 – 1916 م) هو سياسي من هايتي ولد في كاب هايتيان.